# 鄭佳彥
鄭佳彥（1992年7月29日—），為一名台灣棒球選手，曾效力於中華職棒中信兄弟隊，守備位置為投手。於2017年季中選秀會中被中信兄弟以第八輪（全選秀會第31順位）選進，在球隊被定位為專門面對左打者的功能性左投。

## 經歷
- 澎湖縣馬公市文澳國小少棒隊
- 澎湖縣馬公國中青少棒隊
- 台北市強恕中學青棒隊
- 台北市成棒隊（2010年7月1日－9月30日）
- 台北市台北體院棒球隊→臺北市立大學棒球隊
- 爆米花夏季聯盟合作金庫棒球隊（2014年5月24日－8月）
- 國訓中心棒球隊（2014年10月－2015年10月）
- 臺北市成棒隊（台北興富發）（2015年10月－2017年）
- 中華職棒中信兄弟（2017年－2022年）
- 澎湖縣馬公國中青少棒隊教練（2022年－）

## 職棒生涯成績
| 年度 | 球隊     | 出賽 | 先發 | 勝投 | 敗投 | 中繼 | 救援 | 完投 | 完封 | 三振 | 四死 | 責失 | 投球局數 | 自責分率 | 被上壘率 |
| ---- | -------- | ---- | ---- | ---- | ---- | ---- | ---- | ---- | ---- | ---- | ---- | ---- | -------- | -------- | -------- |
| 2019 | 中信兄弟 | 61   | 0    | 2    | 3    | 18   | 2    | 0    | 0    | 24   | 24   | 18   | 33.1     | 4.86     | 1.56     |
| 2020 | 中信兄弟 | 14   | 0    | 0    | 0    | 2    | 0    | 0    | 0    | 9    | 18   | 3    | 12.0     | 2.25     | 1.33     |
| 2021 | 中信兄弟 | 1    | 0    | 0    | 0    | 0    | 0    | 0    | 0    | 0    | 0    | 1    | 0        | 0.00     | 0.00     |
| 合計 | 3年      | 76   | 0    | 2    | 3    | 20   | 0    | 0    | 0    | 33   | 42   | 22   | 45.1     | 4.37     | 1.57     |

## 特殊記錄
- 2019年4月28日於新莊棒球場面對富邦悍將隊，於五局下第二個出局數時接手先發投手黃恩賜的投球，投0.2局僅投3球拿下生涯首勝[2]。

## 外部連結
- 鄭佳彥在台灣棒球維基館上的頁面（繁體中文）
- 球員資訊和成績在中華職棒官網（中文）